# Gare de Fuse
La gare de Fuse (布施駅, Fuse-eki) est une gare ferroviaire de la ville de Higashiōsaka, dans la préfecture d'Osaka au Japon. La gare est gérée par la compagnie Kintetsu.

## Situation ferroviaire
La gare de Fuse est située au point kilométrique (PK) 4,1 de la ligne Osaka. Elle marque le début de la ligne Nara.

## Histoire
La gare est inaugurée le 30 avril 1914 sous le nom de gare de Fukae (深江駅). Elle est renommée gare d'Ajiro (足代駅) en 1922 et prend son nom actuel en 1925.

## Services aux voyageurs

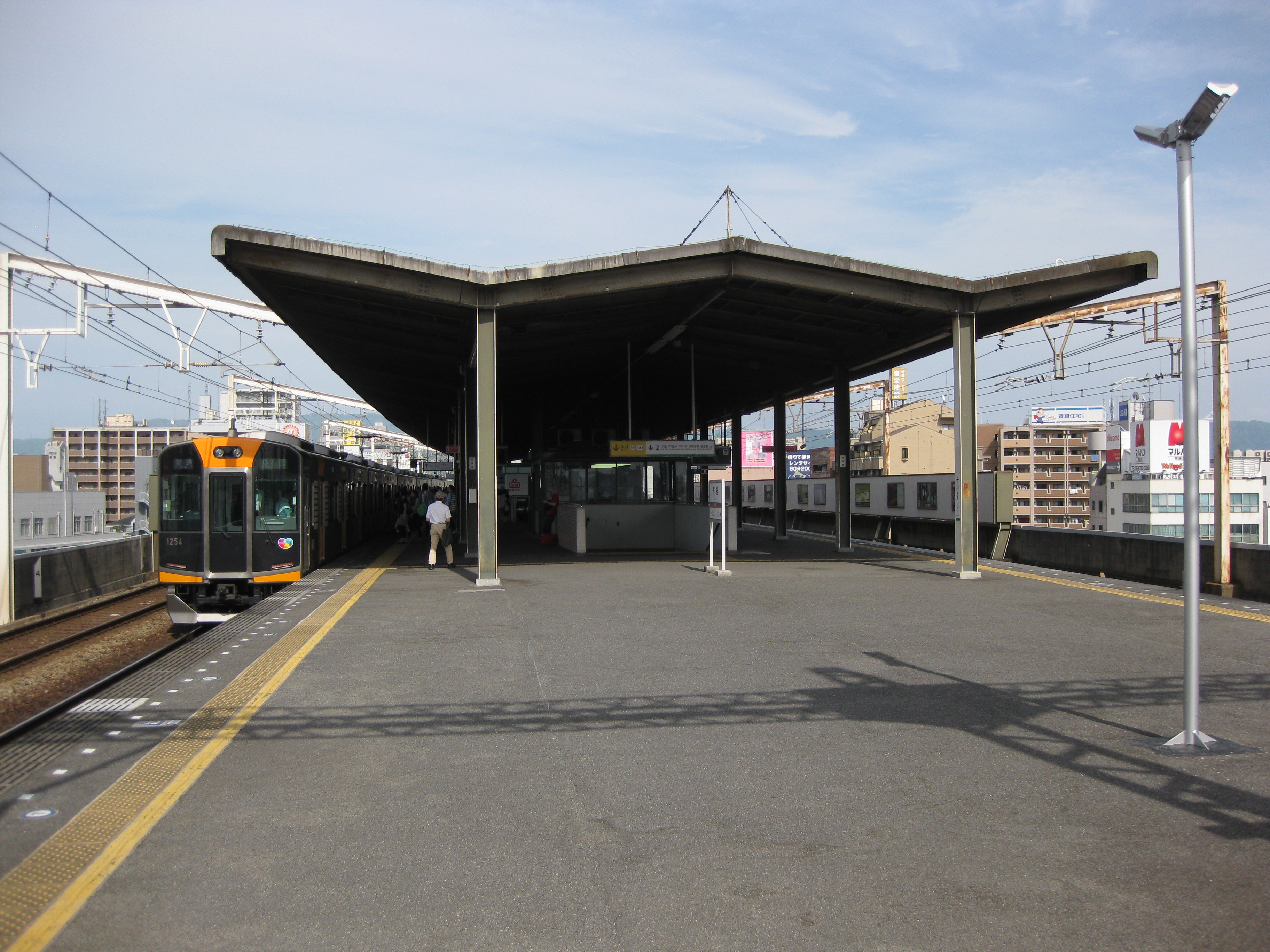
Vue du quai de la ligne Nara.

### Accès et accueil
La gare a trois étages : le rez-de-chaussée et le premier étage sont occupés par un magasin Kintetsu, la ligne Osaka passe au deuxième étage et la ligne Nara au troisième étage.

### Desserte
- Ligne Osaka :
  - voie 2 : direction Kawachi-Kokubu, Yamato-Yagi et Ise-Nakagawa
  - voie 3 : direction Osaka-Uehommachi
- Ligne Nara :
  - voie 6 : direction Yamato-Saidaiji et Kintetsu-Nara
  - voie 7 : direction Osaka-Namba (interconnexion avec la ligne Hanshin Namba pour Amagasaki et Kobe-Sannomiya)